# Краткая история равенства
«Краткая история равенства» — научно-популярная книга французского экономиста Тома Пикетти переведённая на русский язык Виктором Липкой с оригинала 2021 года Une breve histoire de l’egalite, о неравенстве в перераспределении доходов и богатства, за последние столетия мировой истории, проникнутая духом оптимизма.

## Обзор содержания
В этой общедоступной книге Пикетти суммирует основные идеи, высказанные в двух предыдущих работах: книги Капитал в XXI веке и Капитал и идеология. В Капитале Пикетти сказал, что возможным средством борьбы с неравенством является глобальный налог на богатство. В «Краткой истории» он развил концепцию прогрессивного увеличения налога на богатых.

## Обзор откликов на книгу
В своем обзоре для Financial Times экономист Дайан Койл сказала, что в Краткой истории Пикетти выступает за политико-экономические изменения для сокращения неравенства, но не описывает практические решения для достижения этой цели.
Literary Review описал книгу как исторический манифест активиста, а также обзор прошлого.
В своем обзоре в The Wall Street Journal Тунку Варадараджан, научный сотрудник Американского института предпринимательства, сказал, что он сомневается, что без капитализма могли бы произойти описанные Пикетти смягчение неравенства и развитие экономики и технологий.
Согласно обзору в New York Times Николаса Леманна из Колумбийской школы журналистики, хотя Пикетти не делал прогнозов о будущем, его работа, которая, кроме настоящей книги, также включает его предыдущие публикации, такие как Капитал в XXI веке, частично ответственна за движение от гиперкапитализма XXI века.
Согласно Антуану Ревершону в его рецензии на книгу, опубликованной в «Le Monde», Пикетти сжал двадцать лет своих исследований до 300 страниц с целью сделать их более доступными для более широкой читательской аудитории, чем «Капитал в XXI веке», Ревершон утверждает, что усилия Пикетти полезны в то время, когда левые бездумно пытаются объединить слишком много проблем под одним зонтиком «экологизм, реформизм, феминизм, постколониализм, антикапитализм». Пикетти призывает государство расширить доступ к качественному здравоохранению, образованию, занятости посредством постепенного введения прогрессивного налогообложения для самых богатых. Он также призвал к «декоммерциализации» определенных секторов экономики, которые были приватизированы, включая образование, здравоохранение, транспорт и энергетику. Пикетти, анализируя исторические уроки советского государственного социализма и централизованного планирования, выдвигает идею демократического, партисипаторного, смешанного, экологического социализма.
В качестве мер по снижению неравенства Пикетти предлагает введение прогрессивного налога на богатство миллиардеров и на прибыли ТНК, а также создание коалиций стран на основе совместного принятия новых форм мирового законодательства по уменьшению неравенства.